# Друцьке
Друцьке́ — село в Україні, у Іванівській сільській громаді Чернігівського району Чернігівської області. Населення становить 186 осіб. До 2020 року орган місцевого самоврядування — Ладинська сільська рада.

## Історія
Дру, тру- в санскриті означає дерева. Друцьк – ліс, лісове село на р. Десна. У кельтів дру — священне дерево дуб, а жреці — друїди. В цій частині Чернігівщини зустрічаються сліди кельтів (топонім Чемер, Чемерата. Чемер — бритська група кельтів). Кельти і скіфи вийшли з одного етнічного кореня.
Село засновано до 1689 р., очевидно, вихідцями з Друцького князівства. Друцьке князівство заселили втікачі з Києва від татар ще 1240 р. Після навали татар 1482 р. 20 тис. теслів з Білої Русі відновлювали литовські замки в Києві і Острі. Група переселенців з Друцька поселилася біля Остра. У литовські часи, у голодні роки, білоруси часто втікали на Україну. Родини остерських старост (Ратомські, Кміти) традиційно одружувалися з представниками родини князів Друцькі — Конопля.
На початку 1709 р. — 6 дворів на луговому березі Десни. Отаманом села у 1743 р. був Іван Євтушенко. Володів селом у 1754 р. сотник Іван Утва, 6 посполитих дворів належали Лизогубам. У 1782 р. — 31 хата. Упродовж 19-го століття землями навколо села володіла козацька родина Микити Євтушенка та його сини Іван, Тихон та Петро. За переписом 1897р. — 521 житель, 78 дворів. У 1924 р. — 106 дворів і 604 жителі.  Проживає 168 жителів.
12 червня 2020 року, відповідно до розпорядження Кабінету Міністрів України № 730-р «Про визначення адміністративних центрів та затвердження територій територіальних громад Чернігівської області», увійшло до складу Іванівської сільської громади.
17 липня 2020 року, в результаті адміністративно - територіальної реформи та ліквідації колишнього Чернігівського району, село увійшло до складу новоутвореного Чернігівського району Чернігівської області.

## Галерея

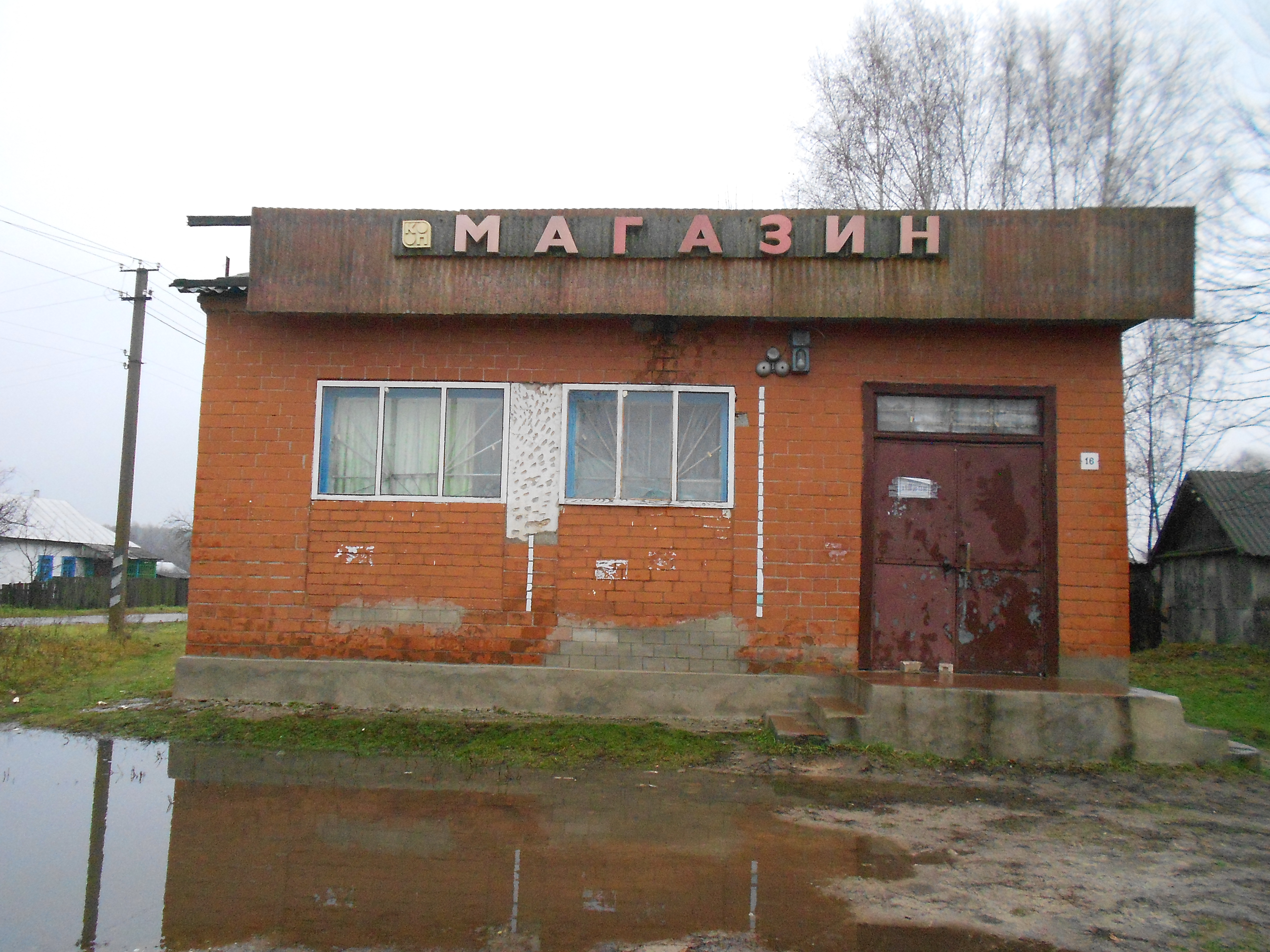
магазин
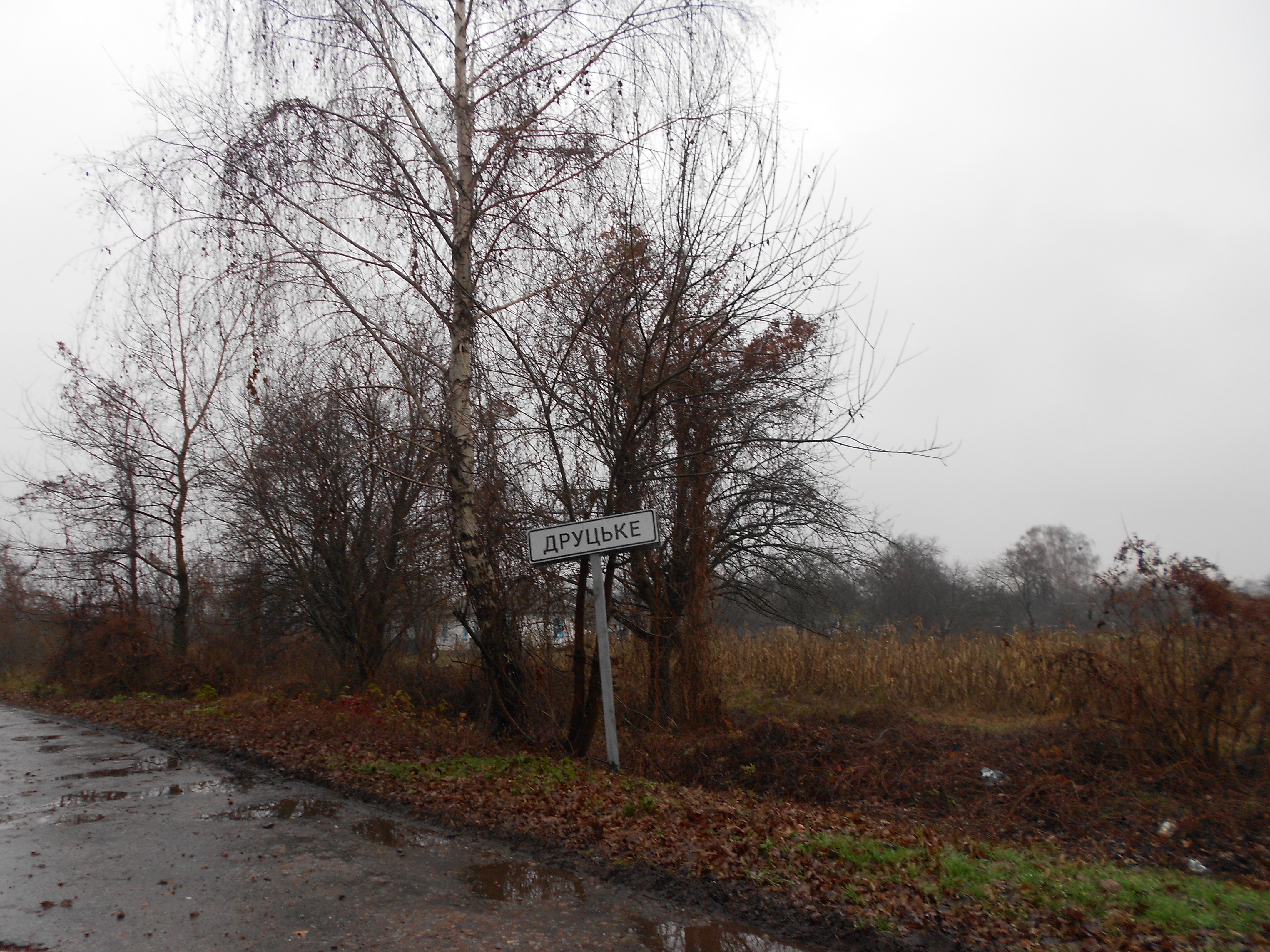
знак села
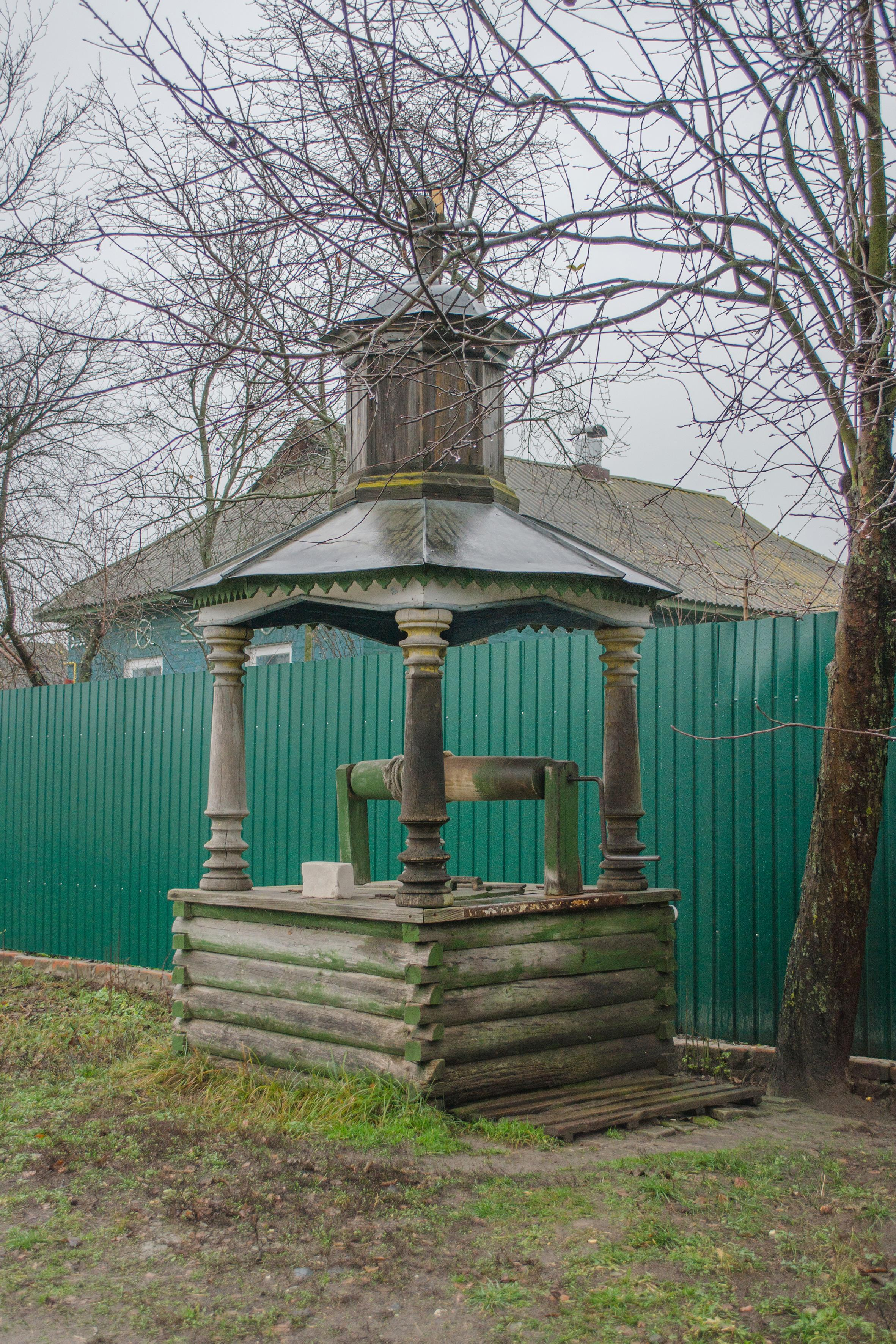
криниця
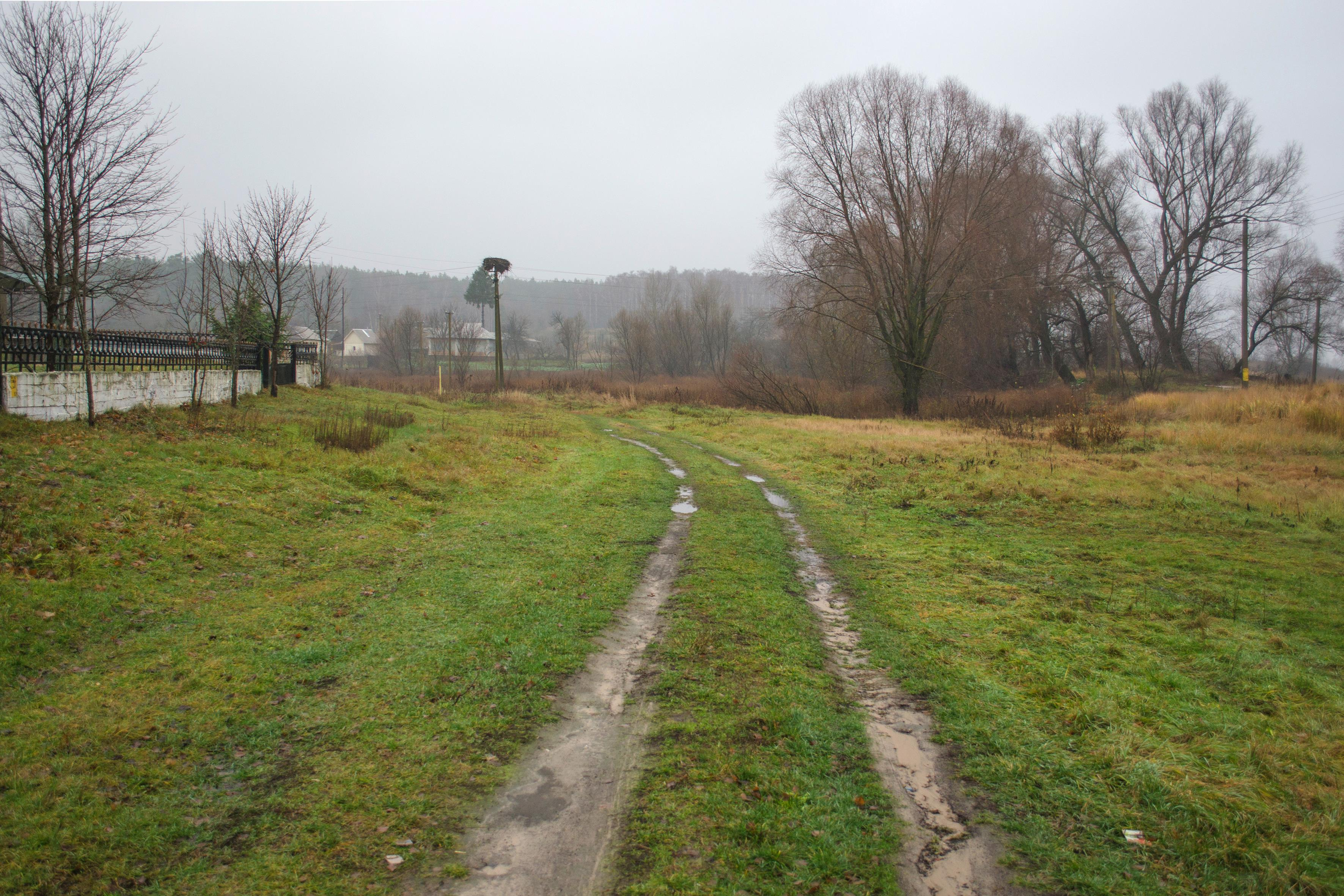
Сільський краєвид
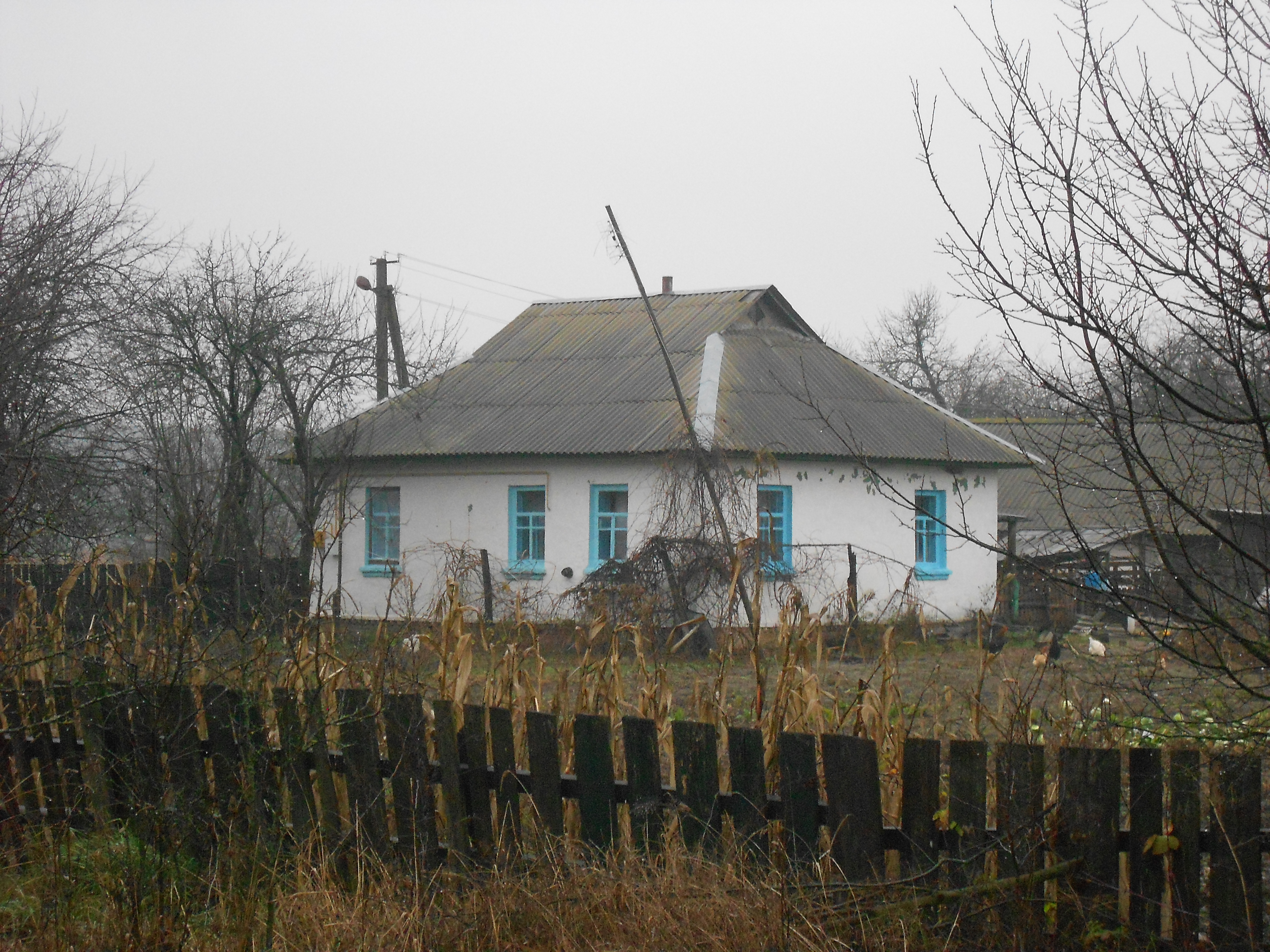
типові хати
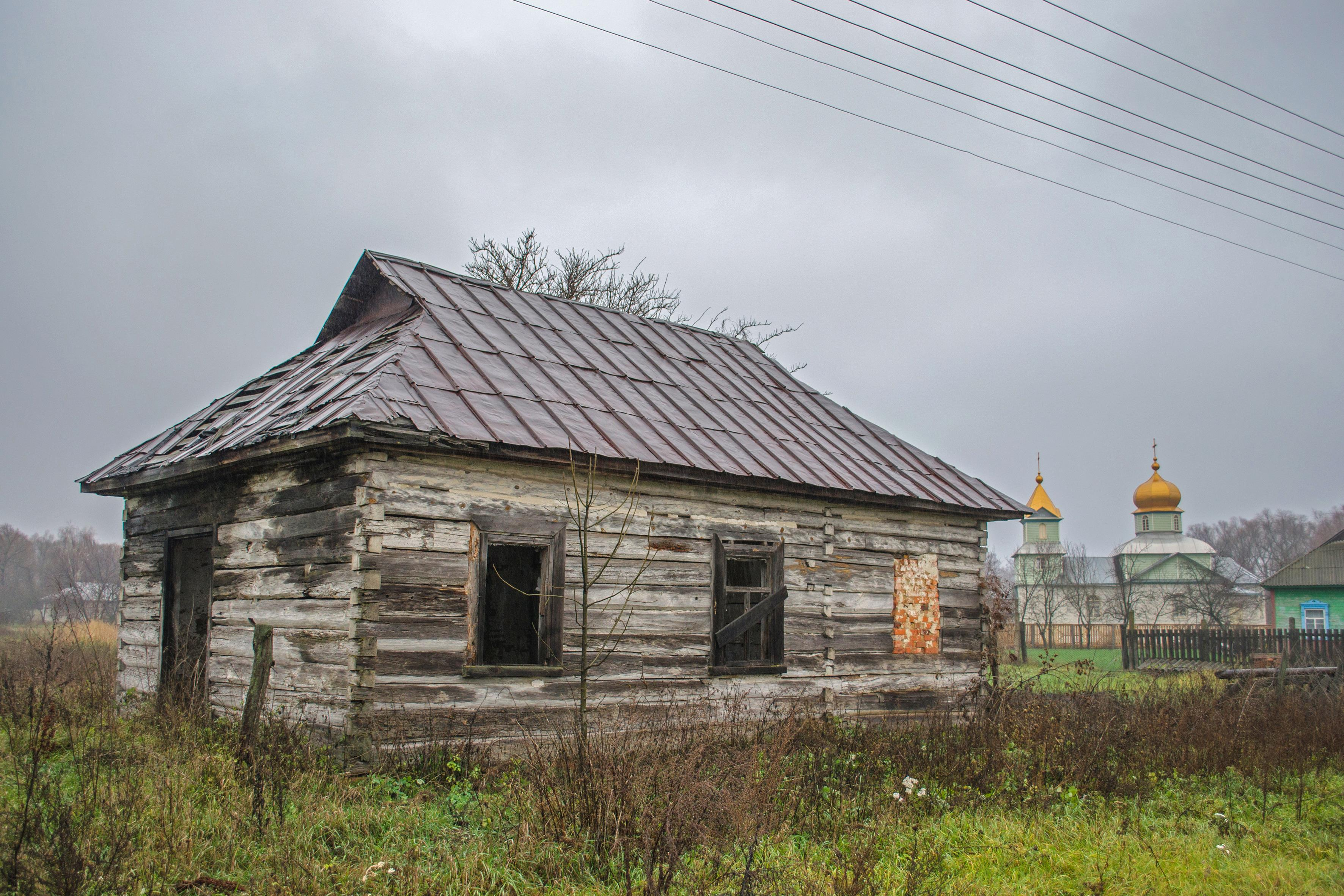
Сільські контрасти
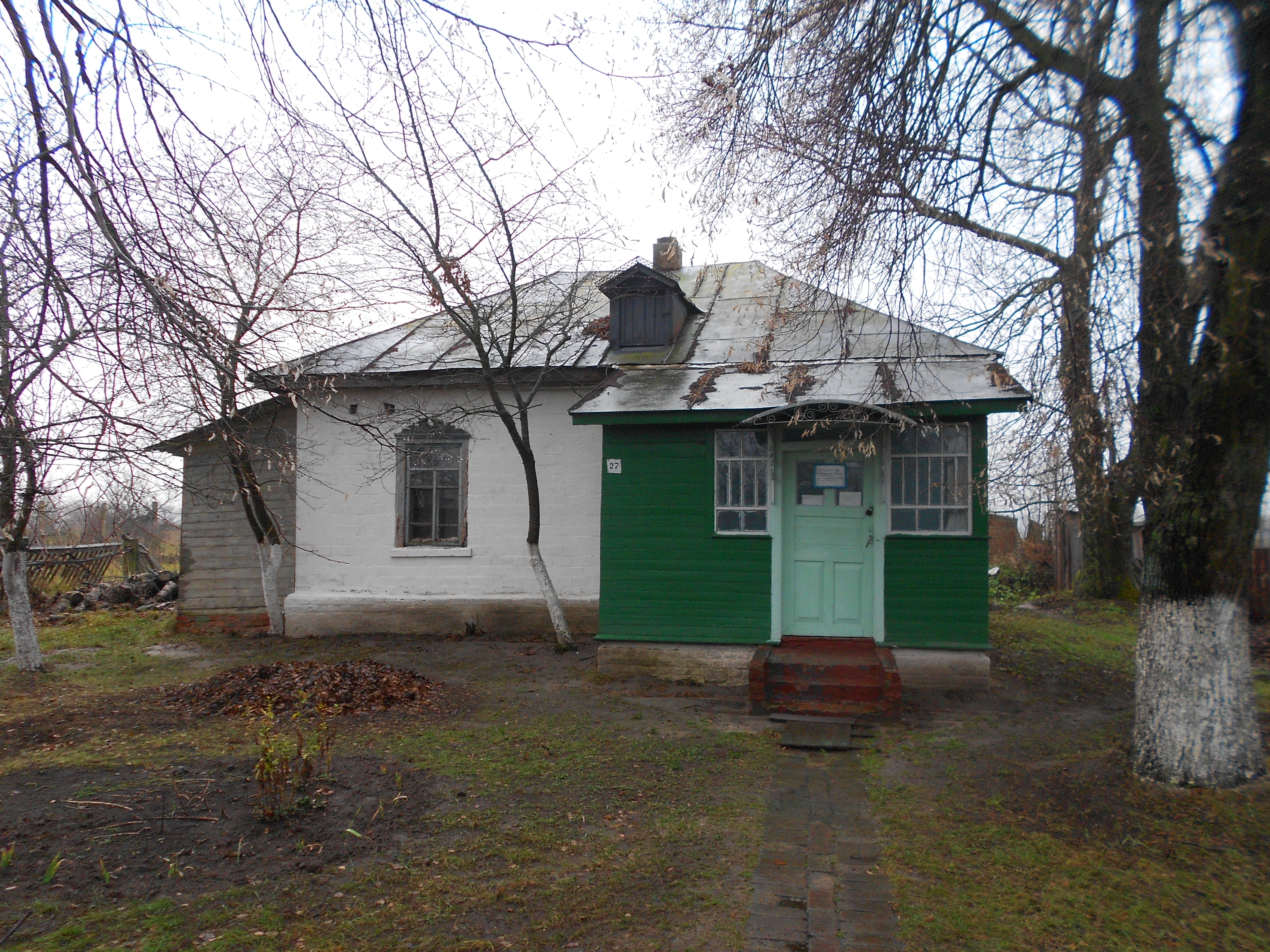
ФАП
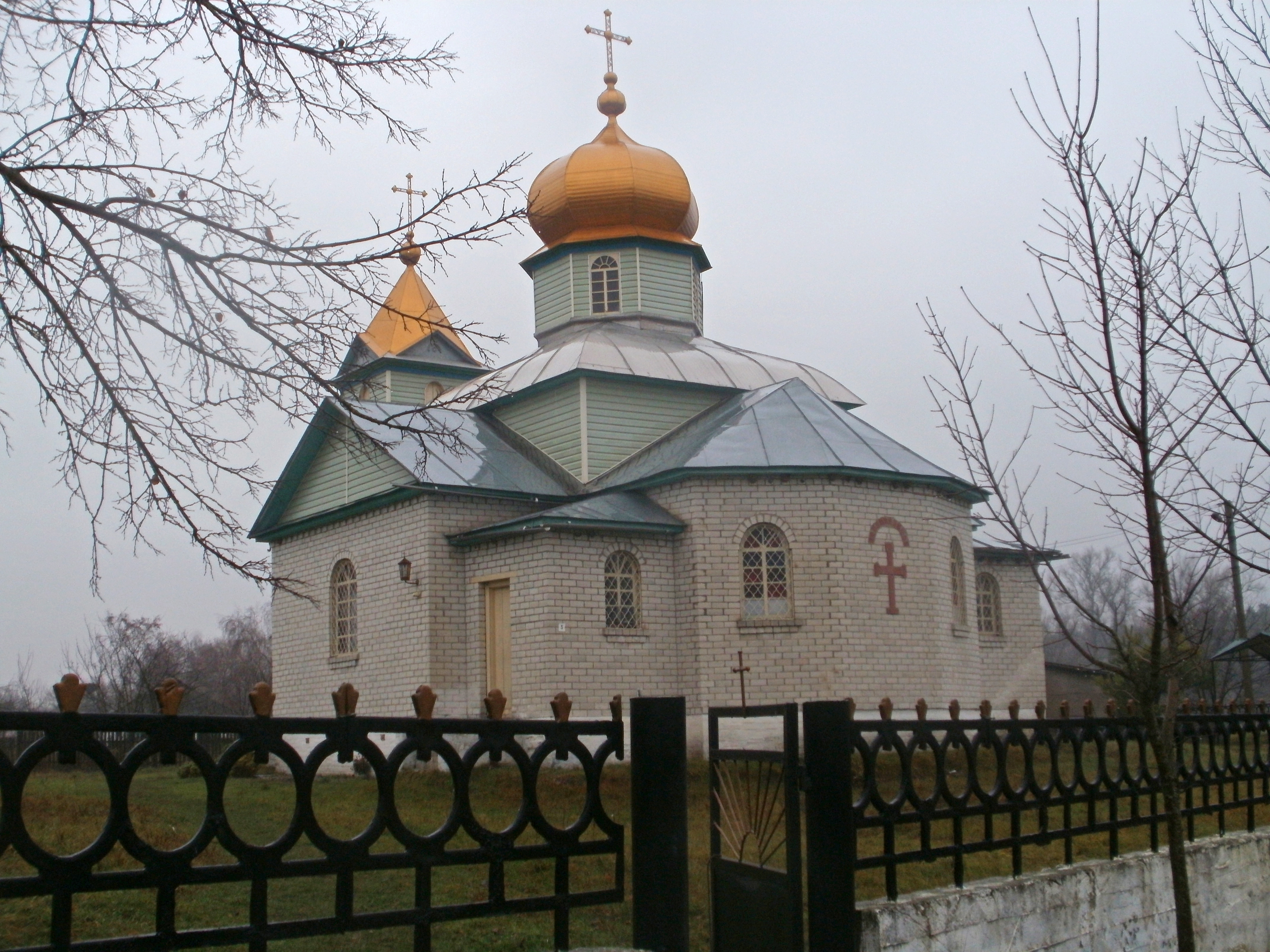
церква
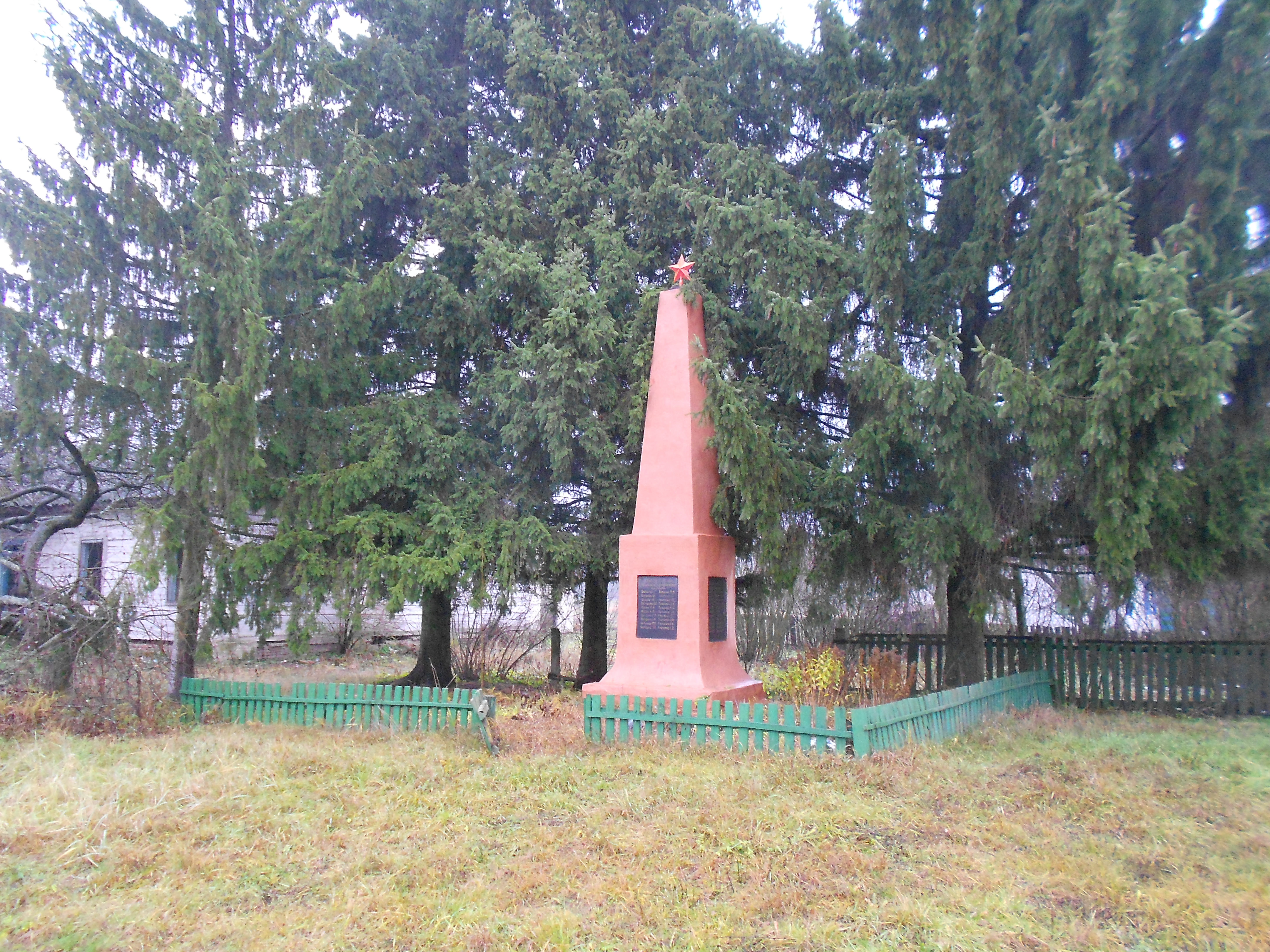
пам'ятник
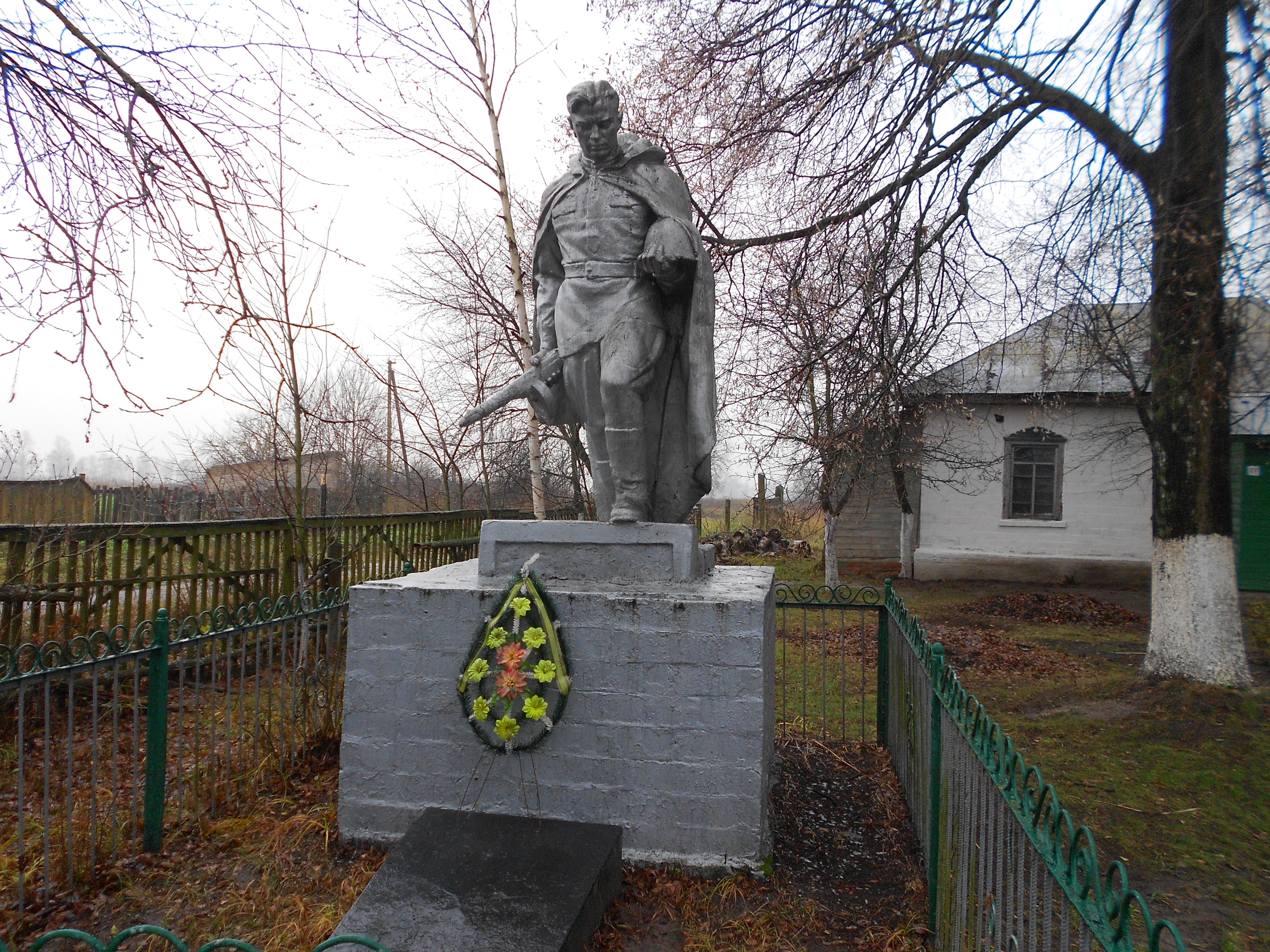
пам'ятник